# Église catholique arménienne
L'Église catholique arménienne ou Église arménienne catholique (en arménien : Հայ Կաթողիկե Եկեղեցի), partie intégrante de l'Église catholique, est l'une des Églises catholiques orientales. Le primat de l'Église porte le titre de « Catholicos-Patriarche de Cilicie des Arméniens », avec résidence à Beyrouth au Liban. Le 23 septembre 2021, Raphaël Bedros XXI Minassian a été élu patriarche par le synode de l'Église et le pape lui a accordé la communion ecclésiastique le lendemain.
L'Église arménienne catholique emploie le rite arménien avec une liturgie spécifique.

## Histoire

### Royaume arménien de Cilicie
Au XIe siècle l'occupation de l'Arménie par les Seljoukides provoqua un déplacement de populations arméniennes vers la Cilicie, le catholicos s'installant, en 1166, à Hromgla dans le comté d'Edesse, puis, en 1293, à Sis. Par le truchement des croisés, l'Église arménienne noua des contacts avec les Églises grecque et latine. Les échanges et tentatives d'union avec Rome furent continus de 1166 jusqu'à la conquête par les mamelouks du royaume arménien de Cilicie en 1375.

### Concile de Florence
- 1439 : Les émissaires du Grégoire IX Mousabegian, catholicos de l'Église apostolique arménienne qui siège à Sis en Cilicie acceptent l'Union avec l'Église romaine par le décret Exsultate Deo du 22 novembre 1439.

### En Europe centrale et orientale
- 1635 : passage de l'archidiocèse arménien de Léopol (alors dans la république des Deux Nations, aujourd'hui Lviv en Ukraine) dans la juridiction de Rome.
- Fin du XVIIe siècle : passage des Arméniens de Transylvanie (alors sous domination des Habsbourg, aujourd'hui en Roumanie) dans la juridiction de Rome.

### En Turquie et au Proche-Orient
- 1700 : fondation de la congrégation des pères mékhitaristes par Mékhitar de Sébaste à Constantinople.
- 1740 : établissement du Patriarcat catholique arménien de Cilicie à l'initiative d'Abraham Ardzivian, par scission du catholicossat arménien de Cilicie.
- 1830 : érection de l'archidiocèse catholique arménien de Constantinople, en grande partie grâce aux efforts de M. Bricet, le supérieur de la mission Saint-Benoît de Constantinople.

## Organisation

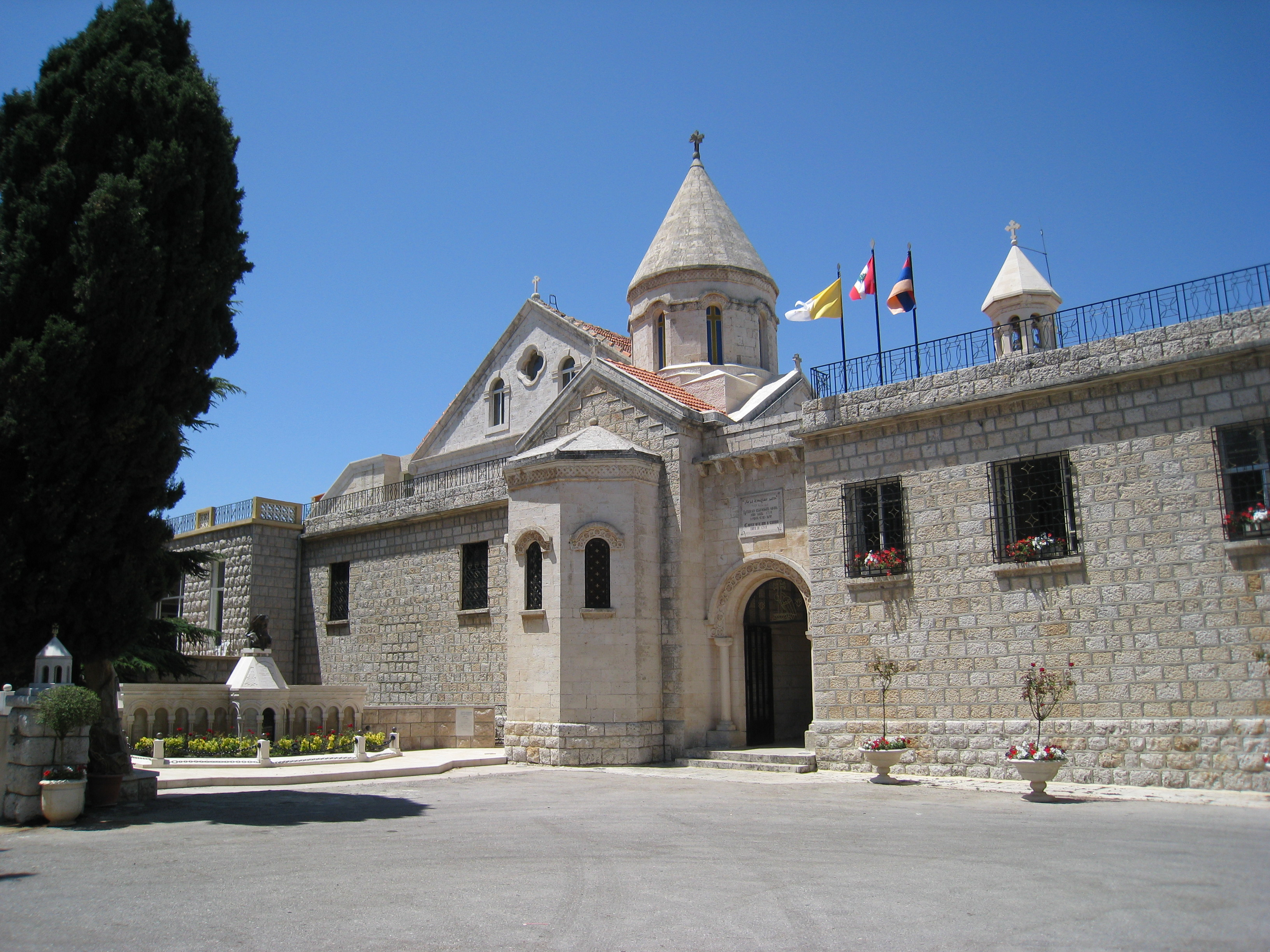
Bzommar, siège de l'Église catholique arménienne.

### Situation en 1914
- Archidiocèse de Constantinople (siège patriarcal et primature)
- Archidiocèse de Sébaste-Tokat
- Archidiocèse d'Alep
- Diocèse d'Adana
- Diocèse de Diyarbakır
- Diocèse d'Ankara
- Diocèse de Césarée de Cappadoce
- Diocèse d'Erzurum
- Diocèse de Kharpout
- Diocèse de Marache
- Diocèse de Mardin
- Diocèse de Mélitène
- Diocèse de Mouche
- Diocèse de Brousse
- Diocèse de Trébizonde
- Diocèse d'Artvin
- Diocèse d'Alexandrie

### Situation actuelle

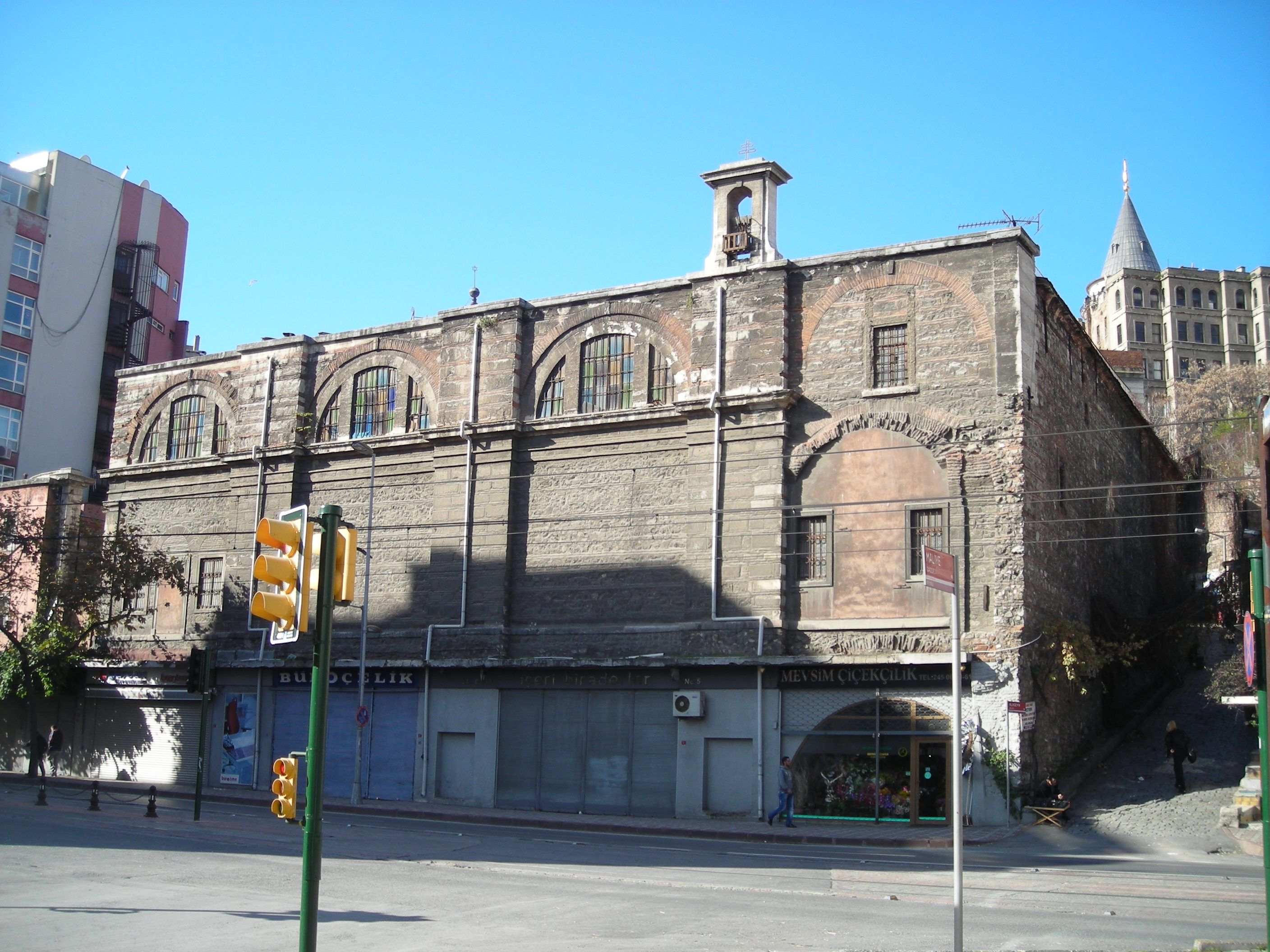
L'église Saint-Sauveur d'Istanbul (1834).

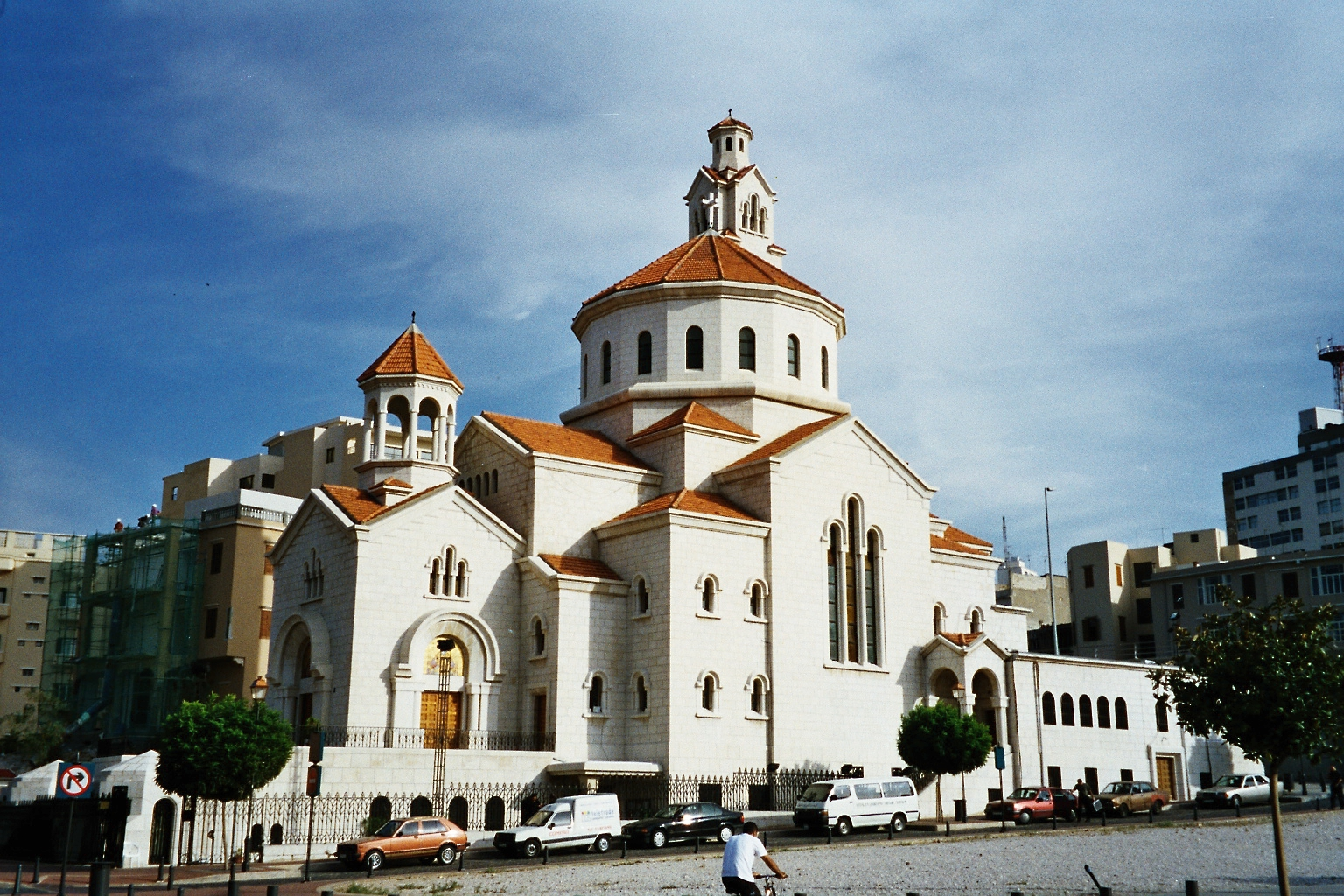
Cathédrale Saint-Élie-et-Saint-Grégoire-l'Illuminateur de Beyrouth.

L'Église catholique arménienne compte actuellement les diocèses suivants :
- Patriarcat de Cilicie des Arméniens, (Beyrouth, Liban, depuis 1928)
  - Éparchie de Kameshli (Syrie)
  - Éparchie d'Ispahan (Iran)
  - Éparchie d'Alexandrie (Égypte)
  - Exarchat patriarcal de Damas (en) (Syrie)
  - Exarchat patriarcal de Jérusalem et d'Amman (Terre Sainte et Jordanie)

- Archéparchie de Bagdad (Irak)
- Archéparchie d'Alep (Syrie)
- Archéparchie d'Istanbul (en) (Turquie)
- Archéparchie de Lviv (Ukraine)
- Ordinariat d'Europe orientale (en) (Arménie)
- Ordinariat de Grèce (Grèce)
- Ordinariat de Roumanie (Roumanie)

- Exarchat apostolique d'Amérique latine (Brésil et Mexique)

- Éparchie San Gregorio de Narek de Buenos Aires (Argentine)
- Éparchie Notre-Dame de Nareg de New York (transféré en janvier 2013[3] à Glendale) (États-Unis)
- Éparchie Sainte-Croix de Paris (France)

## Congrégations
Dans l'Église arménienne catholique, il y a deux congrégations masculines, l'Institut du clergé patriarcal de Bzommar (Liban) et la congrégation des pères mékhitaristes, et une congrégation pour les religieuses, la congrégation des Sœurs arméniennes de l'Immaculée Conception (es).

## Relations avec les autres Églises
L'Église est membre du Conseil des Églises du Moyen-Orient.